# Cuataceo
Cuataceo är en ort i Mexiko.   Den ligger i kommunen Cutzamala de Pinzón och delstaten Guerrero, i den södra delen av landet, 190 km sydväst om huvudstaden Mexico City. Cuataceo ligger 399 meter över havet och antalet invånare är 171.
Terrängen runt Cuataceo är kuperad. Runt Cuataceo är det ganska tätbefolkat, med 60 invånare per kvadratkilometer. Närmaste större samhälle är San Lucas, 8,1 km nordväst om Cuataceo. Omgivningarna runt Cuataceo är en mosaik av jordbruksmark och naturlig växtlighet.